# 須佐湾

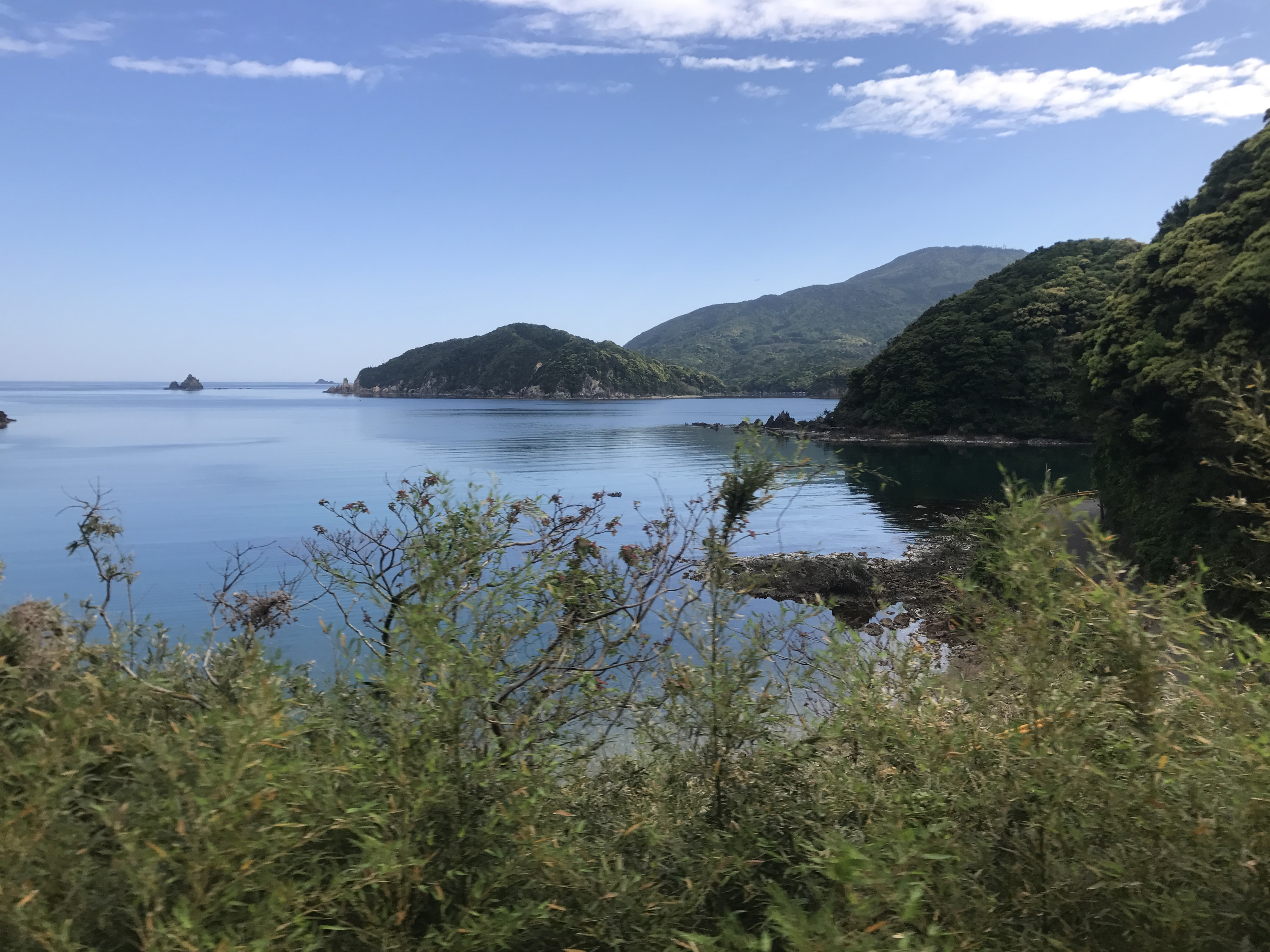
須佐湾（右奥は高山）

須佐湾（すさわん）は山口県萩市（旧須佐町）にある、日本海に面する小湾。国の名勝及び天然記念物に指定されており（1928年）、北長門海岸国定公園を代表する景観の一つ。湾の内部は穏やかな入り江が見られる一方で、外部は断崖が連続し、特徴的な縞模様で知られる須佐ホルンフェルスがある。

## 概要
須佐湾の一帯は元々なだらかな平地面であったが、地表面の沈降によって窪地は入り江となり、丘陵、山地部分は溺れ谷となった。現在は変化に富んだ複雑な入り江が見られ、湾内には七つの入り江があり、海上には大小70以上の岩礁が見られるため、「西の松島」などと呼ばれ、親しまれている。一方、海上に浮かぶ雄島（天神島）、中島（弁天島）などは、日本海の荒波による激しい浸食を受けており、険峻な崖となっている。湾の外縁部も湾内部の穏やかな入り江とは対照的に険峻な断崖が見られ、中でも屏風岩は高さ100メートル級に達する。
観光開発が進んでおり、キャンプ場が設けられているほか、ダイビング、プレジャーボートなどのマリンレジャーも盛ん。また、穏やかな入り江は古くから好漁場としても知られ、釣り客が多く訪れるほか、湾奥には須佐漁港があり、イカが名物となっている。この漁港では毎年花火大会が行われ、多くの見物客を集めている。

## 須佐ホルンフェルス

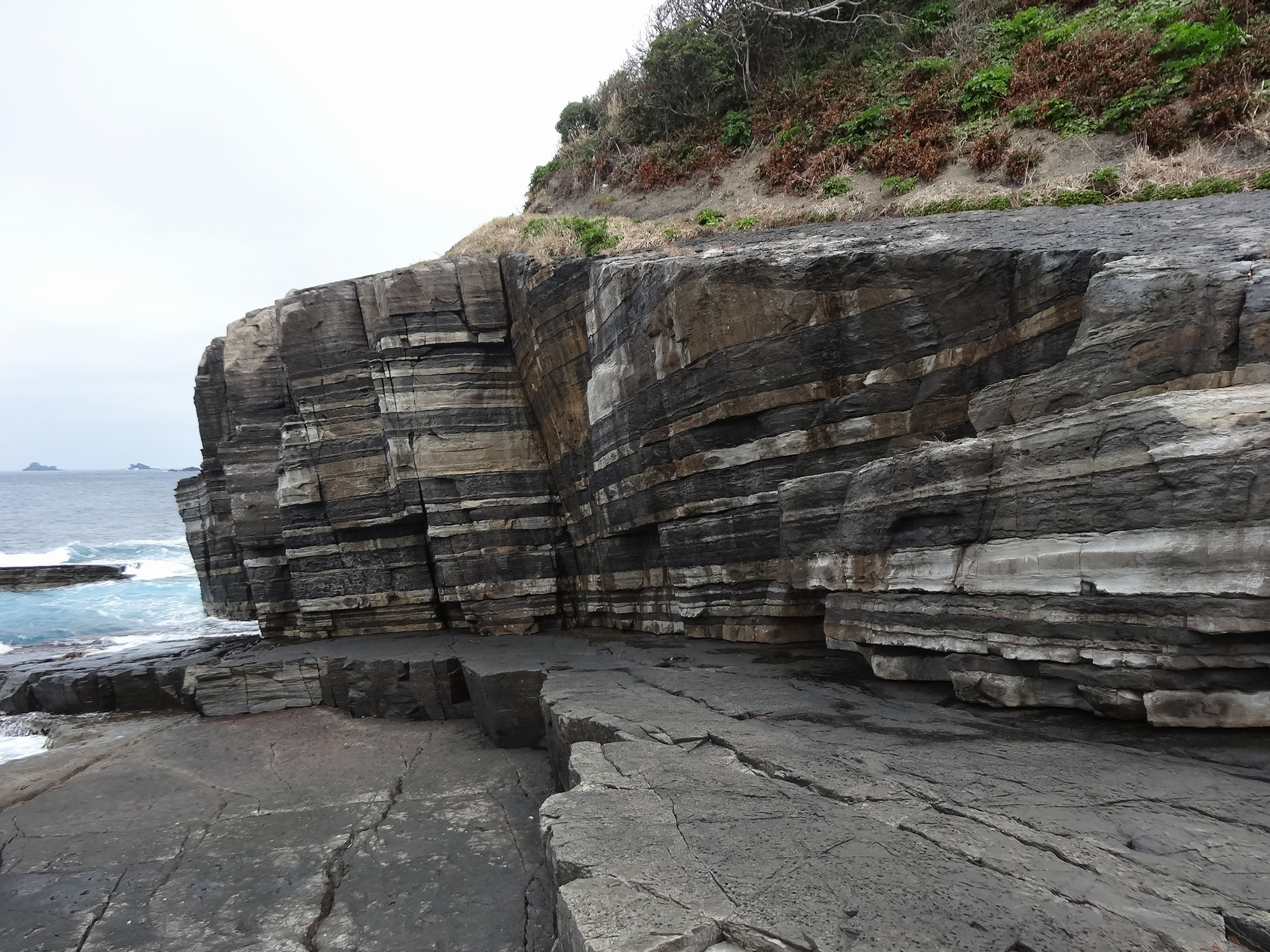
須佐ホルンフェルス

須佐湾奥から北に5キロメートルほど進むと海岸沿いに見られる海食崖。須佐ホルンフェルス、または単純にホルンフェルスと呼ぶことも多い。ホルンフェルスとは変成岩の一種であり、マグマの熱などによって砂岩や頁岩が深成岩と接触変成したもの。2007年、日本の地質百選に「須佐ホルンフェルス」として選定された。「大断崖」ではあるが、断層ではないため、「大断層」の呼称は地質学的には誤り。
畳岩は灰色と黒色の縞模様で知られ、一帯を代表する景観である。これは1400万年前に、砂岩と頁岩の互層が斑れい岩マグマの熱によって再結晶化して生じたものである。

## 高山と磁石石
近くには標高532メートルの高山（こうやま）があり、須佐湾を一望する。高山は磁石石で有名で、1936年に「須佐高山の磁石石」として国の天然記念物に指定されている。